# Madeline Hartog-Bel
Madeline Hartog-Bel Houghton sinh năm 1946 tại Camaná, Arequipa, Peru. Cô trở thành Hoa hậu Thế giới 1967 đại diện cho Peru và trở thành người Peru đầu tiên đạt danh hiệu này. Trước đó Madeline cũng lọt vào bán kết cuộc thi Hoa hậu Hoàn vũ 1966.
Hiện nay Madeline đang sinh sống cùng với gia đình của mình tại Florida, Hoa Kỳ. Cô có hai con gái.
Bà đã từng đi đến Việt Nam cổ vũ tinh thần lính mỹ trong thời gian chiến tranh tại Việt Nam (1955-1975). Năm 1966, việc đến Việt Nam tham gia các show diễn cổ vũ tinh thần cho lính mỹ chiến đấu đánh Việt Nam là một phần trong nhiệm kỳ của Miss World.